# Pit Pony
Pit Pony es una película para televisión de 1997 dirigida por Eric Till y que supuso el papel debut de Elliot Page. Fue nominada a numerosos premios Gemini en 1997.

## Sinopsis
Un caballo salvaje ayuda a un chico a enfrentar sus temores a la vez que trabaja en una mina de carbón en Nueva Escocia.

## Reparto
- Ben Rose-Davis como Willie MacLean
- Richard Donat como Rory MacLean
- Jennie Raymond como Nellie MacLean
- Andrew Keilty como John MacLean
- Elliot Page (acreditado como Ellen Page) como Maggie MacLean